# 25. ceremonia wręczenia nagród David di Donatello
25. ceremonia wręczenia włoskich nagród filmowych David di Donatello odbyła się 26 lipca 1980 roku w antycznym Teatrze greckim w Taorminie.

## Laureaci
Laureaci nagród wyróżnieni są wytłuszczeniem.

### Najlepszy reżyser
Nagroda przyznana ex aequo.
- Gillo Pontecorvo – Operación Ogro (tytuł oryg. Ogro )
- Marco Bellocchio – Skok w pustkę (tytuł oryg. Salto nel vuoto )

### Najlepszy reżyser zagraniczny
- Francis Ford Coppola – Czas apokalipsy (tytuł oryg. Apocalypse Now)

### Najlepszy scenariusz
- Jay Presson Allen – Co jest grane (tytuł oryg. Just Tell Me What You Want)

### Najlepszy producent
- Joseph Losey – Don Giovanni
- Mario Cecchi Gori – Mani di velluto

### Najlepsza aktorka
- Virna Lisi – Konik polny (tytuł oryg. La cicala)

### Najlepszy aktor
- Adriano Celentano – Mani di velluto

### Najlepszy aktor zagraniczny
- Dustin Hoffman – Sprawa Kramerów (tytuł oryg. Kramer vs. Kramer)
- Jack Lemmon – Chiński syndrom (tytuł oryg. The China Syndrom)

### Najlepsza aktorka zagraniczna
- Isabelle Huppert – Koronczarka (tytuł oryg. La dentellière)

### Najlepszy zagraniczny temat muzyczny
- Ale kino! (tytuł oryg. Movie Movie, Ralph Burns)

### Najlepszy film zagraniczny
- Sprawa Kramerów (tytuł oryg. Kramer vs. Kramer, reż. Robert Benton)

### Nagroda David Luchino Visconti
- Andriej Tarkowski

### Nagroda David Europeo
- John Schlesinger

### Nagroda specjalna
- Suso Cecchi D’Amico
- Justin Henry
- Enrico Montesano
- Hanna Schygulla
- Ray Stark
- Carlo Verdone